# Holly Slept Over
Holly Slept Over é um filme estadunidense de comédia dramática de 2020 escrito e dirigido por Joshua Friedlander, em sua estreia na direção. É estrelado por Josh Lawson, Nathalie Emmanuel, Britt Lower, Erinn Hayes, e Ron Livingston. O filme foi lançado em plataformas de vídeo sob demanda em 3 de março de 2020, pela Sony Pictures Home Entertainment.

## Sinopse
Noel e Audra são um casal de advogados. Elas tentam engravidar há um ano, mas não conseguem. Pete e Marnie são vizinhos e amigos que também são casados.
Um dia, Audra recebe uma mensagem nas redes sociais de sua antiga colega de faculdade, Holly, pedindo uma reunião. Audra conta a Noel sobre Holly e como elas tiveram um caso na faculdade como um experimento lésbico. Noel fica surpreso e conta a Pete sobre isso, que sugere que Noel deveria ter um trio com sua esposa e Holly. Audra convida Holly para um encontro em sua casa, mas fica nervosa, então Noel a recebe em sua casa. Holly se apresenta a Noel, que fica instantaneamente atraído por ela. Holly toma banho e dorme o dia todo.
À noite, Audra a acorda e eles jantam, onde Noel admite que sabe sobre seu caso. Audra está chateada e Noel tenta confortá-la. Holly e Noel conversam e ele propõe a ideia de um trio. Holly concorda e eles tentam convencer Audra, que resiste no início, mas concorda depois de comer o biscoito de maconha de Holly. Enquanto o trio está se beijando, Marnie entra em casa furiosa com o marido porque ele se masturbou em seu rosto. Eles brigam e acabam saindo de casa. Holly, Noel e Audra continuam e fazem sexo juntos. Depois do sexo, Audra admite ao marido que estava apaixonada por Holly e elas brigaram quando Holly começou a dormir com outras pessoas. Noel fica frustrado quando vê as duas se beijando e diz a Holly para dormir no quarto de hóspedes. Holly concorda e diz que vão conversar pela manhã.
De manhã, o casal acorda com Holly, que preparou o café da manhã para eles e está indo embora. As coisas voltam ao normal quando o casal se abraça.[carece de fontes?]

## Elenco
- Josh Lawson como Noel
- Nathalie Emmanuel como Holly
- Britt Lower como Audrey
- Erinn Hayes como Marnie
- Ron Livingston como Peter

## Produção
As filmagens aconteceram em outubro de 2017 em Syracuse, estado de Nova Iorque.